# Стрейкінг

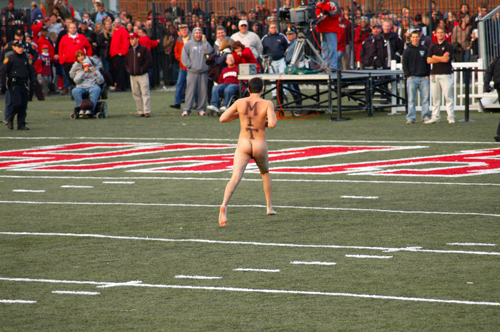
Стрейкер на матчі між Гарвардом і Йельським університетом у 2006 році в Кембриджі, Массачусетс

Стрейкінг — біг голяком громадським місцем для реклами, як витівка, виклик або форма протесту. Поява стрейкінгу часто асоціюється зі спортивними подіями, але може виникати і в більш відокремлених місцях. Стрейкерів часто переслідують спортивні чиновники або поліція.

## Визначення та етимологія
У сучасному значенні слово вживається лише з 1960-х років. До того, to streak в англійській мові з 1768 року означало «швидко йти, мчати, бігти на повній швидкості», і було повторним написанням streek: «йти швидко» (бл. 1380); це, у свою чергу, спочатку був північно-середньоанглійським варіантом stretch (бл. 1250).
У грудні 1973 року випускник Карлтонського коледжу в Нортфілді, штат Міннесота, написав журналу Time, що термін «стрейкінг» був вигаданий тому, що оголені студенти бігли переважно взимку в січні та лютому, і «Якщо хтось не з'являвся бігцем на тлі ландшафту, зима в Міннесоті тріумфувала, і бігун ставав статуєю». Шкільна газета The Carletonian ще в 1967 році використовувала термін «стрейкінг», але спочатку в негативних тонах: «Прикладами [соціальних проблем Карлтона] є велика кількість студенток, які виїжджають, зростання класового духу, низькі оцінки, стрейкінг, руйнування, пияцтво та популярність рок-танців».

## Історія

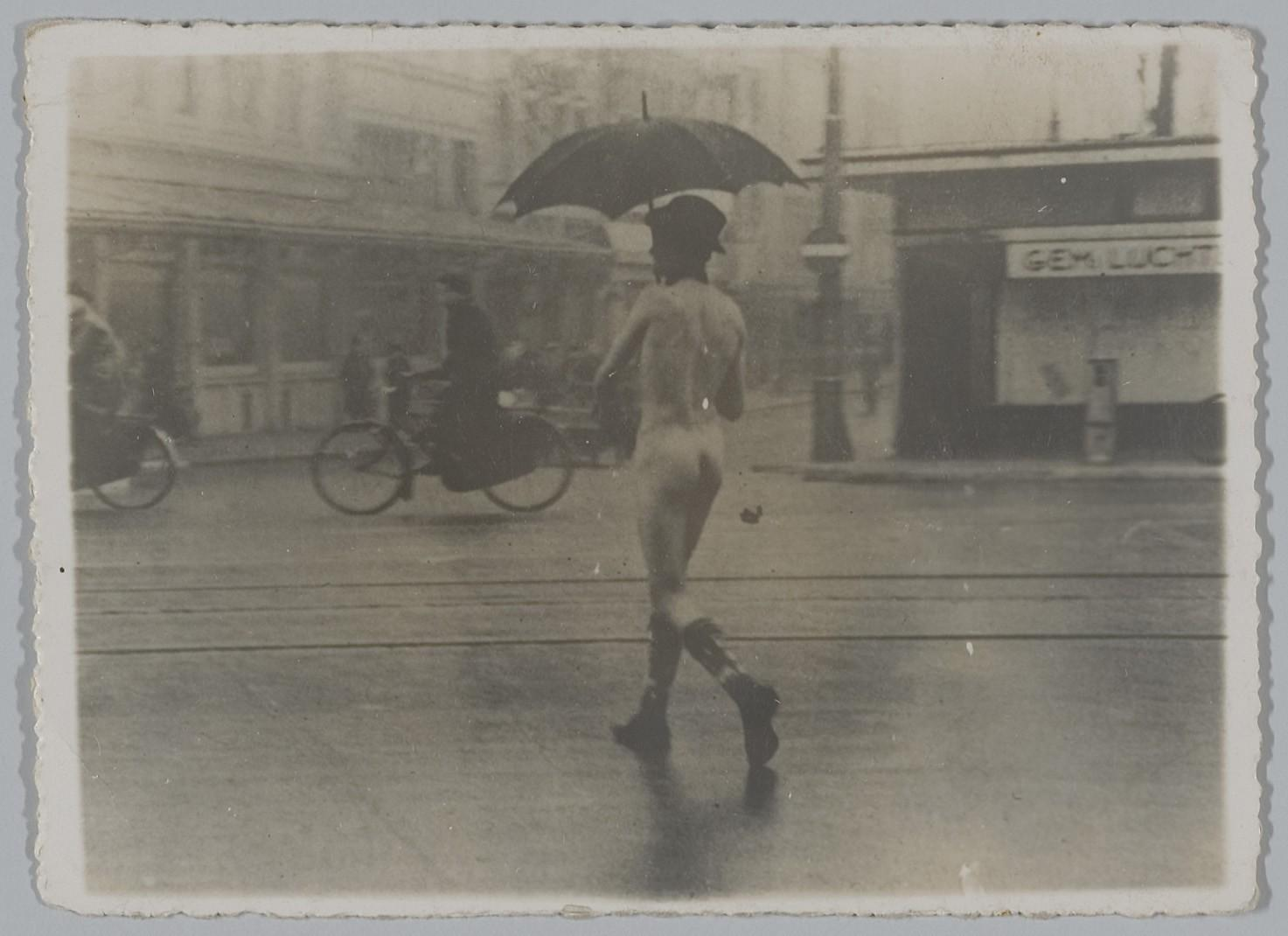
Голландський стрекер у 1941 році (протестуючи проти талонів на одяг від німців)

Історичні попередники сучасних стрейкерів включають нео-адамітів, які мандрували оголеними містами та селами середньовічної Європи, і квакерів XVII століття Соломона Еклса, який ходив голим лондонським Сіті з палаючою жаровнею на голові. О 7:00 вечора 5 липня 1799 року чоловіка було заарештовано в Mansion House, Лондон, і відправлено до Poultry Compter. Він підтвердив, що прийняв парі в 10 гіней (що сьогодні дорівнює 1,098 фунтів стерлінгів) на те, щоб пробігти голим із Корнгілла до Чіпсайда.
Британські та ірландські судді на початку 1970-х років наклали на стрейкерів штрафи від 10 до 50 фунтів. Злочини, які використовувалися для судового переслідування, зазвичай були незначними, як-от порушення правил парку. Проте, головним законом, який діяв проти стрейкінгу в Англії та Вельсі на той час, залишався закон XVI століття про бродяжництво, покарання за яке в 1550 році було батогом.

### В Сполучених Штатах
Перший зареєстрований випадок, коли студент коледжу в Сполучених Штатах бігав голяка, стався в 1804 році у Вашингтонському коледжі (нині Університет Вашингтона та Лі), коли старшокурсника Джорджа Вільяма Крампа заарештували за те, що він пробіг голим через Лексінгтоном, штат Вірджинія, де розташований університет. Крамп був відсторонений від академічної сесії, але пізніше став конгресменом США.
У червні 1973 року преса повідомила про тенденцію «стрейкінгу» в Мічиганському державному університеті. У грудні 1973 року журнал «Тайм» назвав стрейкінг «зростаючою модою в Лос-Анджелесі», яка «прижилася серед студентів та інших груп». Автор листа відповів: «Нехай буде відомо, що протягом останнього десятиліття стрейкери мучать поліцію університетського містечка Нотр-Дам», вказавши, що у 1972 році група студентів Університету Нотр-Дам спонсорувала «Олімпіаду стрейкерів».
У лютому 1974 року преса почала називати це «стрейкінговою епідемією». До першого тижня березня кампуси коледжів по всій країні змагалися за встановлення вражаючих рекордів. 11 березня 1974 року кілька американців імпортували стрейкінг до Японії, де протягом наступного місяця сталася низка інцидентів, пов'язаних з копіюванням.
Популярність стрейкінгу в 1974 році була пов'язана як із сексуальною революцією, так і з негативною реакцією консерваторів на фемінізм і протестами в університетському містечку кінця 1960-х і початку 1970-х років.

## У кампусах коледжів

### Сполучені Штати
До коледжів та університетів із задокументованими традиціями смугування кампусів належать Чиказький університет (пробіг «Полярний ведмідь»), Університет Денісона (Голий тиждень), Оберлінський коледж, Університет штату Пенсільванія, Коледж Веллслі, та Вітонський коледж («Королівський забіг»).
У Дартмутському коледжі є два виклики, пов'язані зі стрейкерами: «Ледіард Челендж», під час якого голі студенти перепливають річку Коннектикут та голими біжать назад через міст, і «Челенж синього світла», в якому студенти-стрейкери намагаються натиснути тривогу на кожному з телефонів екстреного виклику в кампусі з синім світлом. Починаючи з 2005 року, Thursday Night Streaking Club регулярно виступав на різних заходах і в громадських місцях.
У 1986 році «Гола миля» Університету Мічигану відсвяткувала останній день занять груповою серією по кампусу по дорозі довжиною приблизно в одну милю. На піку популярності наприкінці 1990-х років у ньому брали участь від 500 до 800 студентів, у тому числі кілька сотень дівчат. Понад 1400 студентів взяли участь одного року та більше тисячі протягом іншого року. Однак через дотримання законів про публічну непристойність і тиск з боку чиновників адміністрації, стурбованих збільшенням натовпу глядачів і відеозйомкою, участь знизилася. До 2001 року лише 24 студенти взяли участь, що означало фактичне завершення «Голої милі». Адміністратори коледжу попередили студентів, що стрейкерів заарештують і вимагатимуть довічно зареєструвати як злочинців сексуального характеру відповідно до Закону Меґан.
Студенти Юніон-коледжу проводили опівнічний «Піжамний парад» у 1862, 1914 роках і кілька разів у 1950-х роках. Справжня традиція стрейкінгу, яка була загальнонаціональною популярністю з 1973 року, з'явилася в університетському містечку в 1990-х роках у формі нічного пробігу навколо меморіалу Нотта, відомого як «Голий забіг Нотта».
Щоб відсвяткувати першу ніч сильних дощів у навчальному році, в Університеті Каліфорнії в Санта-Крузі впроваджується відома традиція під назвою «Перший дощ»: студенти весь день до півночі бігають по кампусу майже або повністю голі. Починаючи з Портера, біг продовжується в інших коледжах.
В Університеті Вермонта опівночі наприкінці кожного семестру традиційно проводиться Велопробіг голяка. Його учасники біжать, їздять на велосипеді, моноциклі, везуть байдарки, штовхають візки для покупок або тягнуть сани. Тема голого велопробігу була гострою серед поліції, яка кілька разів намагалася їого прикрити. У 2011 році тимчасовий президент Джон Бремлі для цієї події припинив фінансування школи. Це призвело до того, що студенти створили UVM Green Caps, групу студентів-волонтерів, які весь вечір розміщувалися навколо кампусу для безпеки студентів. В Університеті Вірджинії вважається традицією пасувати газон.

### Філіппіни
В Університеті Філіппін члени братства Альфа-Фі-Омега розблять стрейкінг по кампусу під час щорічного заходу, відомого як Oblation Run. Пробіг розпочався в 1977 році на знак протесту проти заборони фільму «Хубад на Баяні», який зображував порушення прав людини в епоху воєнного стану. Захід продовжив проходити як акція протесту.

### Іспанія
У 2011 році в університеті Аліканте (Іспанія) відбувся перший нудистський забіг.

## У спорті
Перший випадок стрейків в англійському футболі стався 23 березня 1974 року. Перед початком матчу чемпіонату між «Арсеналом» і «Манчестер Сіті» на стадіоні «Арсенал» по полю бігав чоловік середнього віку на ім'я Джон Тейлор. Зрештою його схопили троє поліцейських, силоміць одягнули штани та вивели зі стадіону. Суд Північного Лондона наступного дня оштрафував Тейлора на 10 фунтів стерлінгів.
У крикеті нерідкі випадки, коли гравець-чоловік вибігає на поле виключно для епату, розваги чи політичних цілей. Перший відомий випадок стрейкінгу в крикеті стався 22 березня 1974 року, в перший день третього випробування між Австралією та Новою Зеландією в Окленді. За півгодини до завершення ігрового дня, коли Нова Зеландія відбивала, «темноволосий молодий чоловік» пробіг біля оглядового екрану, через середину воріт і зник між трибунами біля кордону квадратного поля. Інцидент стався швидко, поліція не встигла зреагувати. Звіти розходяться щодо того, чи був чоловік повністю голим, і деякі звіти стверджують, що він міг бути одягнений у футболку тілесного кольору. Увечері другого дня, коли страйкував австралійський гравець з битою Ієн Редпат, телекамери зафіксували «атлетичного молодого чоловіка», який бігав по землі. Страйкер побіг до чоловічої вбиральні, і за ним погналася поліція. Коли поліцейські увійшли до туалету, вони виявили всередині 20 людей, усі вони були одягнені, і влада не змогла ідентифікувати порушника. Один із найвідоміших випадків стрейкінгу стався 5 серпня 1975 року, коли колишній кухар Королівського флоту Майкл Анджелов пробіг голим через Lord's Cricket Ground під час випробування попелом. Це був перший випадок стрейкінгу під час матчу з крикету в Англії, і зазвичай помилково вважають, що це перший в історії випадок стрейкінгу в крикеті.
Інший приклад був під час Першого тесту Австралії проти збірної світу XI, коли досить п'яний чоловік вибіг на поле голим, шокувавши гравців Австралії та збірної світу XI, і зупинив гру, доки його не повалили на землю працівники поля. В одному з відомих інцидентів 1977 року австралійський гравець у крикет Грег Чаппелл вдарив крикетною битою гравця на ім'я Брюс МакКоулі, який вдерся на поле, після чого МакКоулі впав на землю і був заарештований поліцією.
Лінсі Доун Маккензі, англійська гламурна модель, показала себе топлес на матчі з крикету Англія проти Вест-Індії на Олд Траффорд у 1995 році. Одягнувши лише стрінги та пару кросівок, вона вибігла на поле з написом на грудях «Тільки дражнити».
У 1970-х роках, на піку популярності стрейкінгу, чоловік-стрейкер, який увірвався на поле для гольфу Augusta National в Огасті, штат Джорджія (хоча й не під час гри Мастерс), був легко поранений картеччю. У 1999 році стрейкерку на ім'я Івонн Робб заарештували за поцілунок Тайґера Вудса на 18-й лунці в Карнусті.
У 1982 році жінка на ім'я Еріка Ро перебігла полем стадіону Твікенхем у Лондоні, Англія, під час матчу з регбі Англія — Австралія, оголивши свій бюст. Бі-Бі-Сі назвала його «можливо, найвідомішим із усіх стрейкінгів».
Стрейкінги стали популярними під час футбольних матчів за правилами Австралії у 1980-х роках, зокрема у Гранд-фіналі Вікторіанської футбольної ліги. Ця тенденція була започаткована стриптизеркою з Аделаїди Гелен Д'Аміко на Гранд-фіналі VFL 1982 року між Карлтоном і Річмондом, де Д'Аміко показувала стрейкінг, одягненою лише в шарф Карлтона. У Гранд-фіналі VFL 1988 року під час останньої чверті повністю оголена жінка кинулася на поле та була негайно заарештована. В іншому гранд-фіналі Melbourne Demons, гранд-фіналі 2021 року, який відбувся в Перті, чоловік-стрейкер вибіг на поле в одньому спідньому. Перш ніж його піймали та арештували, він пробув на полі лише кілька секунд.
У Super Bowl XXXVIII стрейкер Марк Робертс вибіг на поле та зірвав гру. Зрештою він був пійманий півзахисником «Нью-Інгленд Патріотс» Меттом Чатемом, і згодом був затриманий. Незважаючи на всесвітню аудиторію, ця подія була значною мірою затьмарена через сумнозвісне шоу у перерві в цій грі, під час якого були виявлені оголені груди Джанет Джексон, що було названо «несправністю гардеробу». Робертс повернувся у 2007 році під час першої гри регулярного сезону НФЛ, яка відбулася в Англії між «Маямі Долфінз» і «Нью-Йорк Джайентс», зробивши стрейкінг під час гри на стадіоні «Вемблі».
На Зимових Олімпійських іграх 2006 року Марк Робертс знову робив стрейкінг, цього разу перервавши чоловічий матч з керлінгу за бронзову медаль між командами США та Великої Британії, одягнений лише в стратегічно розміщену гумову курку. Під час Олімпійських ігор 2008 року в Пекіні офіційні особи, серед інших форм «поганої поведінки», застерігали відвідувачів від стрейкінгу.
Майкл О'Браєн був першим відомим стрейкером на великій спортивній події, коли 20 квітня 1974 року він голим вибіг на поле під час матчу регбі Англія — Франція в Твікенгемі. 25-річний австралієць був схоплений поліцейським Брюсом Перрі, який прикрив його статеві органи поліцейським шоломом. Фотографія О'Брайена під арештом стала однією з найбільш відтворюваних фотографій страйкера.
22 березня 2009 року жінка-страйкерка вибігла на поле, розмахуючи зеленим прапором під час телевізійного матчу між «Лондон Айріш» і «Нортгемптон Сейнтс». Це відбулося перед найбільшим натовпом сезону в гостях у Твікенхема, коли свідками стали 21 000 уболівальників.
У грі проти «Мельбурн Сторм» на стадіоні «Олімпік Парк» у 2007 році вболівальник «Брісбен Бронкос» мчав по полю, розмахуючи над головою своєю футболкою. Його затримали на іншій стороні поля під гучні оплески.
Під час фінального матчу NRL між Wests Tigers і New Zealand Warriors на Сіднейському футбольному стадіоні 16 вересня 2011 року стрейкер вибіг на ігрове поле, змусивши гру призупинити, оскільки охоронці намагалися затримати чоловіка.
Під час останніх хвилин третьої та вирішальної гри серії State of Origin 2013 стрейкер Ваті Голмвуд голим увірвався на поле, перервавши гру та, можливо, зірвавши перемогу команді Квінсленда. Його схопили охоронці, вивели з поля та оштрафували на 5500 доларів.
Під час третьої чверті Super Bowl LVIII фанат вибіг на поле та був затриманий охороною. Стрейкера не показували на CBS.

## У масовій культурі
Найвищою точкою значення стрейкінгу для поп-культури став 1974 рік, коли по всьому світу відбулися тисячі стрейкінгів. Щоб заробити на моді, було вироблено широкий асортимент новинок, від ґудзиків і нашивок до наручних годинників із зображенням Річарда Ніксона в рожевих спіднях із смугами з написом «Занадто сором'язливий, щоб мати стрейкінг». Це досліджується в епізоді першого сезону Шоу 70-х.
Мабуть, найбільш поміченим стрейкером в історії був 34-річний Роберт Опель, який пробіг через сцену Павільйону Дороті Чандлер у Лос-Анджелесі, показуючи знак миру на національному телебаченні США на 46-й церемонії вручення премії «Оскар» у квітні 1974 року. Збентежений ведучий Дейвід Нівен пожартував: «Хіба не захоплююче думати, що, ймовірно, єдиний сміх, який людина коли-небудь отримає у своєму житті, — це роздягнутися та показати свої недоліки?» Пізніше з'явилися докази того, що появі Опеля сприяв як рекламний хід продюсер шоу Джек Гейлі молодший. Роберт Мецлер, бізнес-менеджер шоу, вважав, що інцидент був певним чином спланований; під час генеральної репетиції Нівен попросив дружину Метцлера позичити ручку, щоб він міг записати знаменитий рядок, який, отже, не був тим рекламним текстом, яким здавався.
Рей Стівенс написав і виконав «The Streak», нову пісню про людину, яка «завжди робить новини / носить лише свої тенісні туфлі». У травні 1974 року пісня посіла перше місце в Billboard Hot 100.
Пародія в коміксі Peanuts від 6 травня 1974 року, персонаж Снупі, його студентський великий чоловік на кампусі, альтер-его Джо Кул; бере участь у «останній моді в університетському містечку», знімаючи свої звичайні сонцезахисні окуляри та комір, а потім продовжує бігати біля четвертої панелі, виглядаючи при цьому «голим».
У 1981 році японський виробник монетоприймачів Shoei створив аркадну гру під назвою Streaking, гру-лабіринт, у якій поліція переслідує оголену жінку. Його розповсюджували в США Computer Games, Inc. як Streaker і Computer Kinetics Corp. як Stripper.
У 2014 році російський проеєкт ChaveZZZ Reality випустив сингл «Голий бігун» і однойменний відеокліп, спеціально присвячений всім стрейкерам світу.
У розповіді Брюса Вебера 2014 року про велосипедну прогулянку Америкою «Life Is a Wheel» він згадує про свого друга Біллі, який стрекерив кампусом університету Кларка у віці 18 років.

## Рекорди
Станом на 2004 рік рекорд найбільшого групового стрейкінгу був встановлений в Університеті Джорджії з 1543 одночасними стрейкінгами 7 березня 1974 року.